# Петър VI Куция
Петър VI Куция (на румънски: Petru Șchiopul) е княз на Княжество Молдова три пъти – от 1574 до 1577, от 1578 до 1579 и от 1582 до 1591 г.

## Управление
Петър придружава османската войска, която разбива предишния молдовски владетел Йоан Лютий през юни 1574 г. и на 24 юли същата година става княз на страната. На четвъртата година от управлението му се появява претендент за трона на име Иван Подкова (получил прякора си, защото можел с голи ръце да счупи подкова), който се обявява за брат на убития княз Йон Воде Люти. С поддръжката на казаците той побеждава на два пъти войската на Петър Куция и взема властта на 23 ноември 1577.
През 1578 Петър Куция си връща трона, а Иван Подкова бяга в Полша. Същата година обаче се появява нов претендент, този път Александър V Сербега, който твърди, че е брат на Иван Подкова. Петър Куция събира влашки и трансилвански войски и го обсажда в крепостта Яш. Александър със своите казаци опитва да излезе от крепостта с бой, но е заловен и набит на кол, а воините му са избити.
На 21 ноември 1579 г. болярският съвет, с решенията на който се избират владетелите на Молдова, се оплаква от Петър Куция пред Високата порта (тъй като Молдова е васално княжество на Османската империя) и той е изпратен в изгнание в Халеб, а на негово място е избран Янку Сасул.
Три години по-късно Янку е свален от същите тези боляри и османският султан връща на 2 септември 1582 г. Петър Куция на трона. Той е изправен веднага пред необходимостта да се справи с казаците, които опустошават Молдова, отвличайки жените и добитъка. През август 1584 казаците се връщат изненадващо и разграбват Бендери. Следващата година е белязана от жестока суша.
През януари 1587 г. следва ново нападение на казаците, които са отблъснати с цената на големи загуби от болярина на крепостта Сорока. В края на същата 1587 казаците отново се появяват, подкрепяйки този път нов претендент за престола – Йоан Богдан, по всяка вероятност син на Янку Сасул. На 23 ноември Петър Куция успява да ги отблъсне.
През 1589 Петър Куция се споразумява с османците неговият четиригодишен син Стефанита да бъде признат за съвладетел, но две години по-късно великият везир увеличава по този повод годишният данък изплащан от Молдова на Османската империя с 15 000 дукати, независимо, че за това споразумение Молдова вече е платила огромна сума от 200 000 дуката.
След отстраняването на неговия племенник влашкия княз Михня II Турчин (Туркитул), Петър Куция, страхувайки за живота на сина си, се отказва от престола през септември 1591 г. и търси убежище в Австрия. Умира на 1 юли 1594 г. в Тирол. Погребан е параклиса на францисканския манастир в Болцано.

## Семейство
Петър Куция има два брака.
Първи брак: с гъркинята Мария Амиралис от остров Родос, починала в Галата през 1591 г., от която има син и дъщеря:
- Влад, починал млад в Галата;
- Мария

Втори брак: с Ирина Ботезата, дойка от цигански произход, от 27 януари 1591 до смъртта ѝ на 3 ноември 1592, от която има син:
- Стефан Куция (1584 – 1602), избран за съвладетел на Молдова заедно с баща си на четиригодишна възраст от 1589 до 1591 г.

За негов незаконороден син от някаква циганка се обявява Стефан VIII Разван, който става молдовски княз през 1595 г. Но се предполага, че той по-скоро е син на циганин, приел исляма, и на молдовска селянка.